# Nicole Richie
Nicole Camille Richie (Berkeley, 21 de setembro de 1981) é uma personalidade da mídia, estilista e atriz estadunidense. Filha adotiva do cantor Lionel Richie, ela ganhou destaque após participar do reality show The Simple Life (2003-2007), no qual estrelou ao lado de sua amiga, a  socialite Paris Hilton. A vida pessoal de Richie atraiu a atenção da mídia durante os cinco anos de duração da série e posteriormente.

## Biografia
Nicole Camille Escovedo nasceu em Berkeley, Califórnia. Ela é descendente de ingleses, mexicanos e crioulos afro-americanos. Seu pai biológico, Peter Michael Escovedo, é irmão da musicista Sheila E. e sobrinho do guitarrista Alejandro Escovedo, e sua mãe biológica é Karen Moss. Quando ela tinha três anos, seus pais biológicos decidiram deixá-la sob os cuidados de Lionel Richie e da família de sua primeira esposa Brenda Harvey Richie porque eles não tinham condições de sustentá-la. Lionel e Brenda Harvey Richie se tornaram seus tutores. A canção "Ballerina Girl" (1986), foi inspirada em Nicole.
Nicole teve uma infância muito difícil, com a separação dos pais, o pouco contato com o pai, que estava sempre viajando em turnê, e o uso de drogas, que começou quando ela tinha apenas 12 anos. Ela cursou o ensino médio na The Buckley School com a amiga Paris Hilton. Nicole e Paris são amigas desde os três anos de idade. Após graduar-se no ensino médio, Nicole seguiu seus estudos na Universidade do Arizona. Mas por pouco tempo, dois anos depois, desistiu dos estudos.

## The Simple Life
A fama veio a partir do convite para estrelar o reality show The Simple Life em 2003, ao lado de Paris Hilton. Nos episódios; Paris e Nicole deixam a glamourosa vida de luxo e badalações temporariamente de lado, experimentando um cotidiano bem diferente daquele com o qual estão acostumadas e que inclui viver no campo e andar de ônibus. Tudo inédito para quem se viu crescer em meio ao luxo.

## Estilista
Nicole é muito conhecida por seu estilo, e possui duas marcas; uma marca de acessórios e outra de roupas:
- "House of Harlow 1960"é a marca de Jóias e Calçados criados por Nicole
- "Winter Kate" é uma marca de roupas. Linha de peças femininas. Voltada para a mulher contemporânea, com uma linha completa de casacos, jaquetas, túnicas e vestidos com o toque vintage do próprio guarda-roupas de Nicole. As peças são vendidas a preços mais acessíveis em lojas de departamento nos Estados Unidos e na Europa. Sua principal inspiração para a coleção foi "vestir com conforto"

## Livros
- The Truth About Diamonds

Nicole foi notícia em 2005 por ter lançado o livro "The truth about diamonds", que narra a história de Chloe Parker, filha adotiva de um músico que anda com jovens bem-nascidos, toma drogas e tem uma vida noturna agitada. "The Truth About Diamonds" chegou a ficar em primeiro lugar na lista dos livros mais vendidos do "New York Times", uma das listas mais conceituadas do mundo.
- Priceless

No dia 28 de setembro de 2010, Nicole lançou mais um livro chamado "Priceless".
- Die Vintage-Prinzessin

Em 9 de maio de 2013, Nicole lançou seu novo livro "Die Vintage-Prinzessin".
- Império - Uma Viagem Sem Volta ao Inferno das Drogas

Livro lançado em 2017 em que Nicole Richie fez revelações sobre o período que usava drogas com Lindsay Lohan, Amanda Bynes e Melissa Joan Hart.

## Carreira musical
Nicole já gravou uma música demo de nome "Dandelion". Rumores sobre um disco solo sempre saem na imprensa.

## Filmografia
- 2005 - High School Kids (Kids in America)

- 2017/2018 - Portia Scott-Griffith - Great News

- 2018 - Kareena G - Grace and Frankie Participação

## Anorexia
Alvo da imprensa especializada na vida das celebridades por sua extrema magreza; ela assegura que não sofre de anorexia.
Em entrevista à revista "Vanity Fair", Nicole Richie, afirmou ser consciente de que está "muito magra".
Segundo o site "TMZ", na ficha policial de Nicole seu peso consta como 39 kg, e 1,55 m de altura.
Em outubro de 2006, seus assessores disseram que ela havia se internado numa clínica porque não conseguia ganhar peso, mas negaram que ela sofresse de algum distúrbio alimentar.
Em 2010, Nicole concedeu uma entrevista a "Marie Claire" britânica declarando que não gostou de ter sido apontada como anoréxica:
"Eu acho injusto dizerem que alguém sofre de distúrbios alimentares quando não é verdade. É extremamente irresponsável, um insulto."

## Prisão

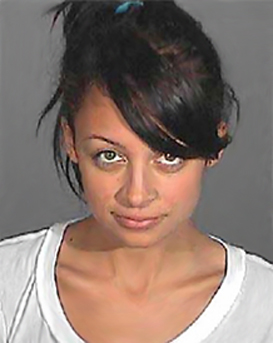
Nicole Richie na época de sua prisão.

Nicole foi condenada a quatro dias de prisão e a assistir palestras contra o uso de drogas e álcool após ser detida guiando na contramão em 11 de dezembro de 2006, na cidade de Los Angeles, sob o efeito de narcóticos. Ela foi reprovada num teste de sobriedade e confessou ter fumado maconha e tomado o analgésico Vicodin, vendido com receita médica (usado para o alivio de dores fortes e pós-operatórias). Ela se confessou culpada e pagou multa de 2 048 dólares e foi posta em liberdade condicional por três anos.
Nicole Richie entregou-se às autoridades na tarde do dia 23 de agosto de 2007 para começar a cumprir pena de quatro dias de prisão, mas foi apenas fichada e solta cerca de uma hora e 20 minutos mais tarde.
Uma representante do departamento policial de Los Angeles disse que as diretrizes federais relativas ao superlotamento de cadeias autorizaram autoridades locais a reduzir o tempo de prisão de Richie e outras detentas acusadas pelas mesmas razões.
Richie, recebeu "o mesmo tratamento dado a outras detentas com sentenças semelhantes", disse a vice-xerife Maribel Rizo, lendo um comunicado em voz alta.
A vice-xerife não soube informar se Richie realmente passou algum tempo numa cela.
"Tenho responsabilidade e isto é algo que fiz errado. E esta é a forma de pagar pelos meus erros e me tornar adulta."
"Fumei maconha naquele dia, mas foi só. Também tomei um xarope que contém codeína (substância derivada do ópio, utilizada em crises de tosse e que causa uma certa sedação). Nunca pensei que isso pudesse afetar a minha direção. Logo, não pensei mesmo que isso fosse acontecer. Realmente pensei que estava bem para dirigir, e obviamente não estava. Foi uma decisão errada, após outra errada."
"Não tomo mais nada agora"
Conforme documento da justiça de Los Angeles liberado à imprensa no dia 29 de dezembro de 2010, Nicole cumpriu sua condicional e completou seu programa de educação contra o álcool.

## Maternidade
Em 2007, Nicole Richie confirmou que estava grávida durante uma entrevista à rede de televisão ABC no programa "Good Morning America". O pai da criança é o músico Joel Madden, vocalista da banda Good Charlotte.
Na mesma entrevista ela também afirmou que deixou a vida de festas para trás.
"Quero muito ser alguém que seja um bom exemplo para o meu filho. Eu mudei, não sou mais aquela pessoa."
Quando Nicole estava com oito meses de gravidez, Paris Hilton organizou uma festa de chá de bêbê para a amiga. Nicole recebeu as amigas no Hotel Beverly Hills e o tema da festa foi o filme "O Mágico de Oz", o preferido de Nicole.
Sua filha, Harlow Winter Kate Madden, nasceu no dia 11 de janeiro de 2008 em Los Angeles.
Dois meses depois do seu nascimento, Nicole Richie e Harlow Winter posaram para a capa da  revista americana "People".
Nessa reportagem exclusiva, Nicole contou as suas emoções:
"É como se eu nem sequer me lembrasse como era a vida antes desta menina. Ela deu à minha vida um novo significado, um objetivo totalmente novo".
No dia 23 de fevereiro de 2009, o cantor Joel Madden postou em seu blog, contando que Nicole estava grávida do seu segundo filho. Lá, ele disse:
"O que é melhor do que ganhar um Oscar? Eu estou muito feliz de dizer a todos que Harlow será uma irmã mais velha! Deus realmente abençoou minha família. Eu espero que todos vocês estejam se sentindo tão bem quanto eu neste momento".
No dia 9 de setembro de 2009 deu à luz seu segundo filho, um menino, com o nome de  Sparrow James Midnight Madden.

## Caridade
- "Richie-Madden Children's Foundation" (Fundação das Crianças Richie-Madden):

Nicole e  Joel tiveram a ideia de criar essa fundação quando Nicole estava grávida de sua primeira filha, Harlow;
"Joel e eu somos abençoados por viver como vivemos... É muito importante que cada criança tenha a oportunidade de experimentar o melhor em saúde e educação. E é por isso que começou 'Richie-Madden Children's Foundation'. Temos que pensar em todas estas questões..."

## Casamento
Após quatro anos juntos, Nicole e Joel Madden se casaram no dia 11 de dezembro de 2010 na mansão de Lionel Richie. A mansão recebeu toldos na área externa e a piscina foi transformada em pista de dança. O casamento muito chique e elegante contou com somente 130 convidados.
Na cerimônia, Nicole usou um modelito personalizado Marchesa que custou 20 mil dólares. No total, ela usou três vestidos da grife durante a noite. "Foi mágico", disse Nicole. "A melhor noite da minha vida", decretou Joel.
Nicole contou que seu vestido foi inspirado no modelo usado por Grace Kelly em seu casamento com o Príncipe Rainer de Mônaco em 1956. Um elefante, fotografado do lado de fora da casa, era para "dar boa sorte", tanto o vestido quanto o animal, eram sonhos de criança de Nicole.
A filha do casal, Harlow, foi a daminha do casório.
Entre as celebridades presentes estavam Benji Madden - irmão do noivo, Quincy Jones, Gwen Stefani com o marido Gavin Rossdale, Kris Jenner e sua filha Khloé Kardashian, a atriz Ellen Pompeo, Ashlee Simpson, Pete Wentz e a DJ Samantha Ronson.
As irmãs Hilton (Paris Hilton e Nicky Hilton) que são amigas de Nicole desde a infância não compareceram à cerimônia, isso gerou grande repercussão nos sites e revistas de celebridades. Em 2011,  Paris Hilton revelou que foi convidada para a cerimônia mas não pode comparecer por causa de uma viagem de trabalho.